# East Clandon
East Clandon – wieś w Anglii, w hrabstwie Surrey, w dystrykcie Guildford. Leży 38 km na południowy zachód od centrum Londynu. Miejscowość liczy 250 mieszkańców.